# David Stove
David Charles Stove (15 september 1927 - 2 juni 1994) was een Australische filosoof. Zijn werk in de wetenschapsfilosofie omvatte kritieken van het inductieve scepticisme van David Hume, en van wat hij beschouwde als het irrationalisme van Karl Popper, Thomas Kuhn, Imre Lakatos en Paul Feyerabend. Hij bood een positief antwoord op het probleem van inductie in The Rationality of Induction, een werk uit 1986. Stove was ook een criticus van het idealisme en de sociobiologie, en hij omschreef het laatste als een nieuwe religie waarin genen de rol spelen van goden.

## Leven
David Stove werd geboren in Morée (een klein plattelandsstadje in het noorden van New South Wales), en was het jongste kind van vijf. Zijn ouders waren Robert Stove, een onderwijzer (overleden in 1971), en Ida Stove, née Hill (overleden in 1946). Later woonde David (met zijn gezin) in Newcastle, New South Wales, totdat hij naar het zuiden vertrok om van 1945 tot 1948 filosofie te studeren aan de Universiteit van Sydney. Tijdens zijn jeugd associeerde hij zich met het Presbyterianisme, maar in zijn tienerjaren werd hij atheïst. Hij zou echter een levenslange interesse in patristische theologie behouden.
Aan de universiteit kwam Stove, zoals veel intellectuelen uit Sydney van zijn generatie, onder de invloed van de realistische professor John Anderson. Vroeg in zijn carrière maakte de student Stove deel uit van een bohemiengroep aan de Universiteit van Sydney (waarvan sommigen later deel uitmaakten van de “Sydney Push”) en hij flirtte met het marxisme. In “A Farewell to Arts”, gepubliceerd in het tijdschrift Quadrant (mei 1986), stelt hij dat hij het Marxisme had verlaten toen hij ontdekte “wat echt intellectueel werk was”. Hij werd uiteindelijk een politieke conservatief, en botste later met enkele van zijn vroegere kameraden.
In 1952 kreeg hij een docentschap aan de universiteit van New South Wales (in de voorstad van Sydney Kensington) en in 1960 werd hij docent aan de Universiteit van Sydney, waar hij uiteindelijk universitair hoofddocent werd. Tijdens de jaren 70 werd zijn afdeling berucht om de gevechten tussen marxisten en conservatieven die er plaatsvonden; deze strijd werd door de nationale pers verslagen. Zowel Stove als David Malet Armstrong verzetten zich tegen wat zij beschouwden als pogingen van Marxisten om de afdeling over te nemen, en het resultaat was dat het departement moest worden opgesplitst in twee nieuwe afdelingen. Stove sprak (met name in het tijdschrift Quadrant) over wat hij aanvoelde als misbruiken door marxisten en feministen aan de universiteit, en hij werd gewaarschuwd dat een tuchtprocedure ingesteld zou worden indien hij niet stilhield. Voormalig senator en minister Susan Ryan sprak in het federale parlement tegen hem uit. Hij ging met vervroegd pensioen in 1987.
Stove verhuisde vanuit het centrum naar de rand van het Sydneybekken, nabij Mulgoa. Hij wijdde zich aan tuinieren en het behoud van de woestijn, hoewel hij soms kritisch stond tegenover milieuactivisten. Zijn andere grote liefdes waren Händel, Purcell, oude boeken, en cricket.
In 1959 was hij getrouwd met Jessie Leahy (1926-2001), die in Queensland had gewoond voordat ze als patholoog begon te werken, en die net als hij een atheïst was uit een presbyteriaanse achtergrond. Het echtpaar kreeg twee kinderen, Robert en Judith.
David Stove was zijn hele leven een fervent roker en kreeg in 1993 slopende slokdarmkanker. Zijn vrouw kreeg, ook in 1993, een zware beroerte (hoewel ze hem zeven jaar overleefde). Na een pijnlijke worsteling met de ziekte pleegde hij op 2 juni 1994 zelfmoord, op de leeftijd van 66 jaar.

## Reputatie
Stove is het bekendst voor zijn vernietigende aanvallen, vooral op het Popperiaanse falsifieerbaarheid, het marxisme, het feminisme en het postmodernisme. Sommigen beschouwen hem als een geestige verdediger van het gezond verstand, die het inductieve scepticisme versloeg . Anderen echter verwerpen zijn argumenten voor inductie en zijn kritiek op de filosofieën van zijn tijdgenoten Karl Popper, Thomas Kuhn, Imre Lakatos en Paul Feyerabend . Sommige tegenstanders hebben geprobeerd om Stove te schilderen als een reactionaire controversialist.
Stove schreef ook artikelen voor niet – filosofische tijdschriften over een verscheidenheid aan onderwerpen. Hij raakte in de vroege jaren 2000 bekend in Noord-Amerika als kunstcriticus, en conservatieve pundit Roger Kimball publiceerde een verzameling van zijn essays. Sinds zijn dood in 1994 zijn vier collecties van zijn geschriften gepubliceerd.

## Wetenschapsfilosofie, inductie en waarschijnlijkheid
Stove's uitgangspunt in de wetenschapsfilosofie was het Humeaanse argument voor inductief scepticisme. Stove was een groot bewonderaar van David Hume, maar dacht dat dit argument (waarvan sommige hedendaagse Hume-kenners aarzelen om het aan Hume toe te schrijven) niet alleen misleidend, maar ook schadelijk in zijn uitwerking was, en een van de oorzaken (maar niet de enige) van de “moderne nervositeit” vormde. Stove beschouwde het als zijn belangrijkste taak om het inductieve scepticisme van Hume weerleggen. Deze taak had twee aspecten. Het eerste was negatief - aantonen dat Hume's argument vals was. Het tweede was positief - een rechtvaardiging voor inductie te bieden.
Het argument van Stove voor de negatieve taak luidde als volgt. Beschouw een bewering zoals “Alle raven zijn zwart”. Hume stelde dat we dit niet a priori weten en dat het niet kan worden afgeleid uit noodzakelijke waarheden. Evenmin kan het worden afgeleid uit de waarneming van raven. We kunnen alleen maar iets afleiden uit deze waarnemingen als we een uitgangspunt toevoegen dat zegt dat het waargenomen gelijk is aan het niet-waargenomen. Maar we hebben geen a priori rechtvaardiging voor dit uitgangspunt, en elke poging om het op empirische manier af te leiden zou een cirkelredenering worden. Dus Hume concludeerde dat inductie niet gerechtvaardigd is.
Stove betoogde dat Hume “deductivisme” veronderstelde (Stove's bekendste uitdrukking van dit punt was in een stuk getiteld “Hume, Probability and Induction”). Dit is de mening, expliciet of impliciet door veel moderne filosofen aanvaard, dat de enige geldige en goede argumenten degene zijn die de conclusies van de argumenten in zich dragen. Maar als we accepteren dat premissen in mindere of meerdere mate een conclusie kunnen ondersteunen, zonder die in zich te dragen, dan hebben we er geen behoefte aan een premisse toe te voegen die zegt dat het niet-waargenoten hetzelfde is als het waargenomen – de premissen van de observatie kunnen zelf genoeg degelijke steun bieden voor de conclusie, en het waarschijnlijk maken dat die conclusie waar is. Stove betoogde dat uit niets in Hume's argument blijkt dat dit niet het geval kan zijn, en daarom kan het niet kloppen tenzij men deductivisme kan verdedigen. Stove was niet de eerste om dit argument in te voeren, maar het was voor hem nog nooit zo goed gearticuleerd geweest. Sinds Stove zijn argument naar voren bracht hebben sommige filosofen aanvaard dat het Hume's argument verslaat.
De positieve taak werd door Stove ondernomen in “Probability and Hume's Inductive Scepticism” (1973) en later in de “The Rationality of Induction” (1986). Het belangrijkste positieve argument van Stove voor inductie werd gepresenteerd in het tweede boek en was gebaseerd op een betoog van een van de helden van Stove, wijlen Donald Cary Williams, (voorheen hoogleraar aan Harvard-universiteit) in zijn boek “The Ground of Induction”. Stove betoogde dat het een statistische waarheid is dat de grote meerderheid van de mogelijke deelverzamelingen van een gegeven formaat (zolang deze omvang niet te klein is) vergelijkbaar zijn met de grotere bevolking waartoe ze behoren. Bijvoorbeeld, de meeste deelverzamelingen van 3000 Raven die men kan vormen van de ravenpopulatie zijn vergelijkbaar met de bevolking zelf (en het maakt niet uit hoe groot de populatie is, zolang ze niet oneindig is). Bijgevolg betoogt Stove dat als men over zo'n deelverzameling beschikt, de kans groot is dat deze subgroep vergelijkbaar is met de bevolking, en dat men dus rechtvaardiging heeft te concluderen dat het waarschijnlijk is dat deze subgroep redelijk nauwkeurig overeenkomt met de bevolking. De situatie zou analoog zijn aan het tekenen van een bal uit een vat van ballen waarvan 99% rood is. In dat geval heeft men 99 % kans op het kiezen van een rode bal. Ook wanneer het om een monster van raven gaat is de kans zeer groot dat het monster overeenkomstig of “representatief” is. Dus zolang je geen enkele reden hebt om te denken dat je steekproef niet representatief is, ben je gerechtvaardigd te denken dat die waarschijnlijk (maar niet zeker) representatief is.
Stove werkte ook aan falsifieerbaarheid, de ravenparadox, de paradox van Goodman en inductieve logica.

## Polemieken tegen Popper en andere “irrationalisten”
Stove werd in de bredere intellectuele gemeenschap het bekendst voor zijn aanvallen op Popper en diens falsificationistische wetenschapsfilosofie, en op de invloedrijke filosofieën van Thomas Kuhn en Paul Feyerabend. Zijn boek Popper and After: Four Modern Irrationalists (1982) is in de afgelopen jaren in twee nieuwe edities herdrukt geweest (onder de titels Scientific Irrationalism: Origins of a Postmodern Cult en Anything Goes: Origins of the Cult of Scientific Irrationalism) . Daarin beweerde Stove dat hij de methoden waarmee Popper, Kuhn, Lakatos en Feyerabend erin slaagden om hun ogenschijnlijk onhoudbare filosofieën respectabel te doen lijken, had blootgelegd.
Een van die methodes, beweerde Stove, was het “neutraliseren van succeswoorden”. Stove betoogde dat in de filosofieën van deze auteurs zaken als vooruitgang, ontdekking, bewijs en kennis niet bestaan, en dat indien zij deze opvatting openlijk verdedigd en consequent gehandhaafd hadden, niemand zulke filosofieën ooit serieus genomen zou hebben. Stove opperde dat deze auteurs het probleem oplosten door deze succeswoorden weliswaar te gebruiken, maar ze steeds tussen aanhalingstekens te plaatsen, bijvoorbeeld “kennis”. Het feit dat deze woorden regelmatig gebruikt werden, zelfs tussen angstaanjagende aanhalingstekens, gaf de indruk dat de opinie die naar voren werd gebracht, deze begrippen niet echt verwierp.
Een andere methode die Stove toeschreef aan Popper, Kuhn, Lakatos en Feyerabend was wat hij noemde het “saboteren van logische uitdrukkingen”. Dit was de praktijk waarbij logische stellingen van hun logische kracht beroofd werden door ze in epistemische context te plaatsen, bijvoorbeeld: in plaats van te zeggen “P is een bewijs voor Q” zou men dan zeggen: “Het wordt algemeen door wetenschappers aangenomen dat P een bewijs is voor Q”. Dit levert wat Stove een “spook van een logische verklaring” noemt op : het geeft de indruk dat er ernstige logische stellingen worden gedaan wanneer dat niet het geval is – het enige wat gemaakt wordt zijn sociologische of historische aanspraken die immuun zijn voor kritiek op logische gronden.
Stove beschuldigde Popper ervan een enfant terrible te spelen, en beweerde dat zijn werk werd ingegeven door lichtzinnigheid - het niet serieus nemen van de waarheid over de onderwerpen die ter discussie stonden. Dat Feyerabend schuldig is aan deze zonde is zelfs duidelijk voor zijn aanhangers (en evenmin ontkende hij het zelf) - maar de aanklacht tegen de schijnbaar uiterst serieuze Popper lijkt op het eerste gezicht verrassend. Stove was niettemin van oordeel dat Popper een product van de “jazz age” was, waar, in de woorden van Cole Porter, “Day's Night today”, en vice versa - alleen speelde Popper's “jazz age” zich af in de intellectuele wereld in plaats van op bohemienfeestjes.
De geschriften van Kuhn daarentegen zijn vrij van lichtzinnigheid . Stove zei dat dit komt omdat Kuhn
“in alle ernst de irrationalistische wetenschapsfilosofie omhelst, terwijl de anderen dat niet doen. Hij gelooft eigenlijk oprecht wat de anderen alleen maar impliceren of doen alsof te geloven...en door de immense invloed van zijn geschriften bij het “gepeupel zonder deuren” maakt hij kans erin te slagen het irrationalisme de dominante opinie te maken.”

## De Cultus van Plato
The Plato Cult and Other Philosophical Follies (1991) was nog controversiëler dan Popper and After, niet in het minst omdat de analyses erin even vaak sociologisch en satirisch als filosofisch waren. Onder de onderwerpen die Stove behandelde waren Nelson Goodman's “worldmaking”, scepticisme omtrent de externe wereld, solipsisme, opnieuw Popper, en het idee van Robert Nozick dat uitleg argument zou moeten vervangen (Stove betoogt dat het onderscheid nietszeggend was, en een product van het verlangen om niet dwingend te lijken).
Stove bekritiseerde ook fel het filosofisch idealisme. Stove beweerde dat wat George Berkeley deed erop neerkwam te proberen een niet- tautologische conclusie af te leiden uit een tautologische redenering. Hij betoogde dat in het geval van Berkeley de drogreden niet duidelijk is en dit komt omdat een van de uitgangspunten ambigu is tussen een betekenis die tautologisch is en een die dat niet is (maar dat logisch gelijkstaat aan de conclusie) Stove concludeerde dat het moeilijk was om het standpunt te vermijden dat idealisme gewoon een religieus substituut was.
Over Immanuel Kant had hij het volgende te zeggen :
Kants vragen zijn zo vreemd en boeiend dat niemand die ze ooit gehoord heeft ze ooit vergeet. Het is precies het omgekeerde met zijn antwoorden erop: niemand kan zich ooit herinneren wat die zijn en daar is een eenvoudige reden voor : de vragen worden nooit helemaal beantwoord... Eenmaal ze als excuus gediend hebben voor de verduistering van voldoende oppervlakte houtpulp, gaan ze gewoon verloren.
Op het einde van het boek (in “Wat is er mis met onze gedachten ?”) zegt Stove te kunnen aantonen hoe gemakkelijk het mis kan lopen met het abstracte denken, en heeft hij het over de schijnbaar eindeloze manieren waarop dit kan, en hoe weinig we weten over deze manieren. Daartoe gaf hij een lijst van veertig stellingen over het cijfer 3, die allemaal, zo betoogde hij, aantonen dat onze gedachten de foute kant op gaan; en toch kunnen we slechts van enkele van die fouten zeggen welke “ziekte van de gedachten” aan het werk is geweest.
Bijvoorbeeld :
Drie ligt slechts tussen twee en vier omdat wiskundigen dat in een verdrag vastgesteld hebben.
Er is een geheel getal tussen twee en vier, maar niet drie, en de ware naam en aard ervan zijn niet geopenbaard.
Drie is een onvolledig object, en ontstaat nu pas.
De band die het nummer drie met zijn eigenschappen verbindt, (bijvoorbeeld dat het een priemgetal is) is onverklaarbaar.
In het boek bedacht Stove ook de term Horror Victorianorum (“gruwel van de Victorianen”) om te hekelen wat hij als een irrationele modernistische afkeer van Victoriaanse cultuur beschouwde. Dit concept is opgenomen binnen de design- en kunstgeschiedenis om een onnadenkend viscerale afkeer van Victoriaanse architectuur, kunst en design te benoemen.

## Politieke Filosofie
Na een korte flirt met het marxisme, verliet Stove de linkerzijde. Hij somde zijn opvattingen goed op in, “Why You Should be A Conservative (deels herdrukt als “The Columbus argument”). Zijn belangrijkste argument in dit opstel was dat net zoals er veel meer manieren zijn om een televisietoestel slechter te doen werken dan het beter te doen werken, er dus ook veel meer manieren zijn om de samenleving slechter te maken dan om ze beter te maken. Als we anders geneigd daar anders over te denken, is dat alleen omdat we grootgebracht zijn op een eenzijdig dieet van voorbeelden zoals Christoffel Columbus, Nicolaas Copernicus en Abraham Lincoln in plaats van Pol Pot, Maximilien de Robespierre, Adolf Hitler en Jozef Stalin. Dus de kans is groot dat verandering de dingen slechter, en niet beter, zal maken. Daarom is het verstandig voorzichtig en conservatief tegenover voorgestelde wijzigingen te staan. Stove concludeerde dat er meer reden is om innovatie te ontmoedigen dan aan te moedigen.
Stove geloofde dat de voorgestelde wijzigingen niet radicaal mochten zijn, dat ze zeer zorgvuldig moesten worden overwogen, en zeer goed bewijs aan hun kant moesten hebben aleer ze uitgevoerd konden worden. Volgens Stove geloofde het courante standpunt echter het tegenovergestelde: het feit dat een idee een innovatie is, is een argument in het voordeel ervan, en we hebben zelfs de verplichting innovaties serieus te nemen simpelweg omdat het innovaties zijn.
Stove spotte ook regelmatig met de opvatting van de Verlichting over vooruitgang. Het is het standpunt dat John Maynard Keynes toeschreef aan Bertrand Russell, namelijk dat “menselijke aangelegenheden op zeer irrationele wijze uitgevoerd werden, maar dat de oplossing heel eenvoudig en gemakkelijk was, want het enige wat we moesten doen was ze nu rationeel uitvoeren”.
Er waren in de moderne tijd veel mensen, dacht Stove, die er zulke overtuigingen op nahielden - dat de wereld in het verleden een donkere plaats was, geregeerd door dwaze principes, maar dat van nu af aan de dingen goed zullen worden gedaan en de wereld er als resultaat enorm op zal verbeteren. Maar hij vroeg zich af: welke reden hebben we aan te nemen dat de duisternis op het punt staat baan te ruimen voor het licht? Waarom zouden we zoveel beter zijn dan andere generaties in het beheren van onze zaken? “Onderwijs” is het antwoord dat vaak wordt gegeven op deze vraag, maar Stove was diep sceptisch over de effectiviteit van het onderwijs als het er op aankwam de wereld een betere plek te maken. Stove vond dat leren een grote waarde in zichzelf heeft, maar in tegenstelling tot Plato dacht hij niet dat heerser die meer onderlegd was daarom ook beter zou heersen.

## Evolutie
In zijn laatste jaren begon Stove de evolutionaire biologie te bestuderen en te bekritiseren. Dit verbaasde en ontzette veel van zijn aanhangers. Echter, Stove's aanval op biologische evolutie was niet zo radicaal als het leek - hij accepteerde dat de evolutietheorie waar was voor alle levende wezens, en zei dat hij geen bezwaar had tegen de stelling dat natuurlijke selectie gold voor primitieve organismen. Wat hij wilde aanvallen was het volgens hem vertekend beeld van de mens dat door sommige “Ultra–darwinisten” werd voorgesteld. Hij schreef bijvoorbeeld verkeerdelijk de beroemde kwinkslag van J.B.S. Haldane dat hij “mijn leven zou geven voor twee broers en acht neven” toe aan de bioloog van Oxford, W.D. Hamilton. Die had onlangs ideeën over verwantenselectie ontwikkeld en Stove suggereerde dat dergelijke ideeën vals waren en in elk geval niet geverifieerd. Stove betoogt dat dit soort sterke beweringen vaak terug te vinden is bij hard-line sociobiologen, maar toch zelden opgemerkt worden, ook door hun tegenstanders.
Stove voerde ook aan dat toonaangevende evolutiebiologen verward waren over altruïsme, en vaak praatten alsof altruïsme niet echt bestond of een soort schijnvertoning was. Wat ze volgens Stove hadden moeten zeggen, was dat ze de oorsprong van altruïsme hadden uitgelegd. Maar de schade is volgens Stove reeds berokkend: veel mensen delen nu dit vermoeden over altruïsme en dit heeft, althans tot op zekere hoogte, bijgedragen tot de groei van cynisme en egoïsme.
Bovendien voerde Stove aan dat evolutionaire theoretici altijd in de problemen kwamen als ze hun theorie probeerden te verzoenen met het feit dat er in de moderne tijd kennelijk geen darwinistische strijd om te overleven aan de gang was, en Stove bekritiseerde fel wat hij zag als pogingen om deze vermeende gaten op te lappen door wat hij de theorie van de “grotbewoners” noemt – T.H. Huxley nam vaak zijn toevlucht tot dit standpunt - die zegt dat, terwijl de “darwinistische strijd” weliswaar niet meer voorkomt in de bestaande menselijke populaties, dat wel het geval was bij de grotbewoners. De “Hard Man” zegt dat er rondom ons nog steeds een evolutionaire strijd om te overleven gaande is, maar we zijn blind er voor (Stove stelde dat Herbert Spencer een “Hard Man” was). De “Soft Man” merkt echter nooit de inconsistentie op.
Stove beweerde ook dat de eenvoudige Malthusiaanse opvatting over bevolking die veel evolutionaire wetenschappers accepteren niet geldt voor de mens – de menselijke bevolking breid niet zo lang uit tot ze al haar voedselvoorraden opgebruikt heeft, wat vervolgens resulteert in massale sterfte door verhongering. In feite is de groei van de bevolking in rijkere landen typisch lager dan die in armere landen. (Dit soort opvatting is in meer recente jaren verdedigd geweest door bevolkingseconomen als Julian Lincoln Simon.)
Zijn essays over Darwinisme werden verzameld in het boek Darwinian Fairytales.

## Standpunten van Stove over ras en geslacht
Stove heeft in een aantal van zijn werken controversiële argumenten naar voren gebracht, met name in “The Intellectual Capacity of Women” en “ Racial and Other Antagonisms” (die beide verschijnen in Cricket versus Republicanism en Against the Idols of the Old Age). In het eerste betoogde hij dat vrouwen “over de hele lijn” intellectueel minderwaardig zijn aan mannen, terwijl Stove in “Racial and Other Antagonisms” stelde dat het racisme niet een vorm van vooroordeel is, maar van gezond verstand:
Bijna iedereen is verenigd in het vals en verachtelijk noemen van racisme. Toch weet absoluut iedereen dat het waar is.
Hij stelde dat, terwijl deze verschillen waarschijnlijk eerder werden veroorzaakt door culturele dan door genetische factoren, het toch rationeel was om bij het voorkomen van statistische verbanden op basis daarvan beslissingen te maken. Zijn opvattingen leidden ertoe dat hij door de Universiteit van Sydney met disciplinaire maatregelen bedreigd werd.

## Geselecteerde bibliografie
- Probability and Hume's Inductive Scepticism, Oxford: Clarendon, 1973.
- Popper and After: Four Modern Irrationalists, Oxford: Pergamon, 1982. (Herdrukt als Scientific Irrationalism, New Brunswick: Transaction, 2001; en als Anything Goes: Origins of the Cult of Scientific Irrationalism, Macleay Press, Sydney, 1998.)
- The Rationality of Induction, Oxford: Clarendon, 1986.
- The Plato Cult and Other Philosophical Follies, Oxford: Blackwell, 1991.
- Cricket versus Republicanism, ed. James Franklin & R. J. Stove, Sydney: Quakers Hill Press, 1995.
- Darwinian Fairytales, Aldershot: Avebury Press, 1995, repr. New York: Encounter Books, 2006.
- Against the Idols of the Age, ed. Roger Kimball, New Brunswick (US) and London (UK): Transaction, 1999.
- On Enlightenment, ed. Andrew Irvine, New Brunswick (US) and London (UK): Transaction, 2002.
- What's Wrong with Benevolence: Happiness, Private Property, and the Limits of Enlightenment, ed. Andrew Irvine, New York: Encounter Books, 2011.